# Guyana op de Olympische Zomerspelen 1988
Guyana nam deel aan de Olympische Zomerspelen 1988 in Seoel, Zuid-Korea. Net zoals hun vorige deelname werd er deze keer geen medaille gewonnen.

## Deelnemers en resultaten

### Atletiek
| Olympiër         | Discipline      | Resultaat | Prestatie               |
| ---------------- | --------------- | --------- | ----------------------- |
| Oslen Barr       | 800m (m)        | 62e       | serie 9: 7de in 1.55,95 |
| Curt Hampstead   | 110m horden (m) | 36e       | serie 6: 6de in 14,88   |
|                  |                 |           |                         |
| Marilyn Dewarder | 400m (v)        | 34e       | serie 4: 5de in 54,75   |

### Boksen
| Olympiër            | Discipline  | Resultaat | Prestatie                                                                                                 |
| ------------------- | ----------- | --------- | --- |
| Colin Moore         | -48kg (m)   | 17e       | 1ste ronde: vrij 2de ronde: V van HUN Isaszegi: 0-5                                                       |
| Adrian Carew-Dodson | -63,5kg (m) | 9e        | 1ste ronde: W van LIB el-Masri: 5-0 2de ronde: W van YUG Dobrašinović: 4-1 3de ronde: V van FRG Gies: 2-3 |
| George Allison      | -71kg (m)   | 9e        | 1ste ronde: vrij 2de ronde: V van PUR Rivera: 0-5                                                         |

### Wielersport
| Olympiër     | Discipline       | Resultaat | Prestatie                                                                          |
| Baan         | Baan             | Baan      | Baan                                                                               |
| ------------ | ---------------- | --------- | ---------------------------------------------------------------------------------- |
| Colin Abrams | sprint (m)       | 13e       | kwalificatie: 21ste in 11,815 1ste ronde serie 5: 3de 1ste ronde herkansingen: 4de |
| Weg          |                  |           |                                                                                    |
| Byron James  | wegwedstrijd (m) | DNF       | niet gefinisht                                                                     |

Afghanistan · Algerije · Amerikaanse Maagdeneilanden · Amerikaans-Samoa · Andorra · Angola · Antigua en Barbuda · Argentinië · Aruba · Australië · Bahama’s · Bahrein · Bangladesh · Barbados · België · Belize · Benin · Bermuda · Bhutan · Birma · Bolivia · Bondsrepubliek Duitsland · Botswana · Brazilië · Britse Maagdeneilanden · Brunei · Bulgarije · Burkina Faso · Canada · Centraal-Afrikaanse Republiek · Chili · China · Chinees Taipei · Colombia · Congo-Brazzaville · Cookeilanden · Costa Rica · Cyprus · Denemarken · Djibouti · Dominicaanse Republiek · Duitse Democratische Republiek · Ecuador · Egypte · El Salvador · Equatoriaal-Guinea · Fiji · Filipijnen · Finland · Frankrijk · Gabon · Gambia · Ghana · Grenada · Griekenland · Groot-Brittannië · Guam · Guatemala · Guinee · Guyana · Haïti · Honduras · Hongarije · Hongkong · Ierland · IJsland · India · Indonesië · Irak · Iran · Israël · Italië · Ivoorkust · Jamaica · Japan · Joegoslavië · Jordanië · Kaaimaneilanden · Kameroen · Kenia · Koeweit · Laos · Lesotho · Libanon · Liberia · Libië · Liechtenstein · Luxemburg · Malawi · Malediven · Maleisië · Mali · Malta · Marokko · Mauritanië · Mauritius · Mexico · Monaco · Mongolië · Mozambique · Nederland · Nederlandse Antillen · Nepal · Nieuw-Zeeland · Niger · Nigeria · Noord-Jemen · Noorwegen · Oeganda · Oman · Oostenrijk · Pakistan · Panama · Papoea-Nieuw-Guinea · Paraguay · Peru · Polen · Portugal · Puerto Rico · Qatar · Roemenië · Rwanda · Saint Vincent en de Grenadines · Salomonseilanden · Samoa · San Marino · Saoedi-Arabië · Senegal · Sierra Leone · Singapore · Soedan · Somalië · Sovjet-Unie · Spanje · Sri Lanka · Suriname · Swaziland · Syrië · Tanzania · Thailand · Togo · Tonga · Trinidad en Tobago · Tsjaad · Tsjecho-Slowakije · Tunesië · Turkije · Uruguay · Vanuatu · Venezuela · Verenigde Arabische Emiraten · Verenigde Staten · Vietnam · Zaïre · Zambia · Zimbabwe · Zuid-Jemen · Zuid-Korea · Zweden · Zwitserland